# Parco nazionale di Culgoa
Il parco nazionale di Culgoa è un'area naturale protetta situata nel Nuovo Galles del Sud (Australia), 662 km a nord-ovest di Sydney.